# Erdboas
Die Erdboas (Tropidophiidae) sind eine Schlangenfamilie, die auf Kuba, den Kaiman- und Caicos-Inseln und im nordwestlichen Südamerika vorkommt.

## Merkmale
Erdboas sind kleine bis mittelgroße Schlangen und zeigen sowohl ursprüngliche als auch abgeleitete Merkmale. Zu den primitiven zählen die Reste des Beckengürtels, die bei allen Arten bis auf eine noch vorhanden sind. Zu den abgeleiteten Merkmalen zählen die gut entwickelten Tracheallungen. Im Unterschied zu den Boas und Pythons ist bei den Erdboas nicht die rechte Lunge reduziert, sondern die linke wurde zurückgebildet oder fehlt. Beide Ovarien sind gut entwickelt. Die Zungenbeinhörner stehen dicht zusammen und sind parallel ausgerichtet. Wärmeempfindliche Labialgruben fehlen.
Wie die eigentlichen Boaschlangen sind die Erdboas ovovivipar, bringen also lebende Junge zur Welt.

## Gattungen und Arten

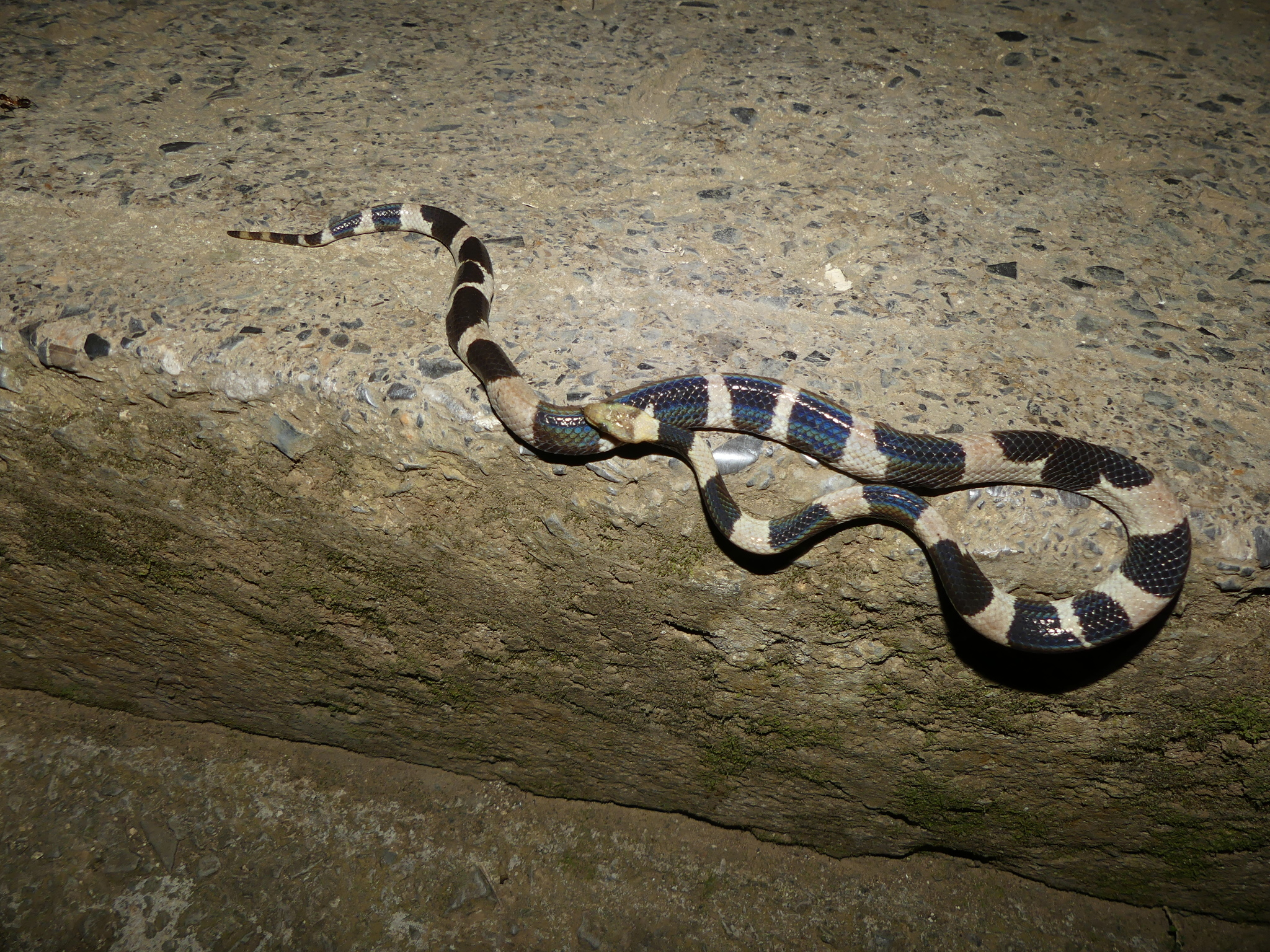
Tropidophis feicki

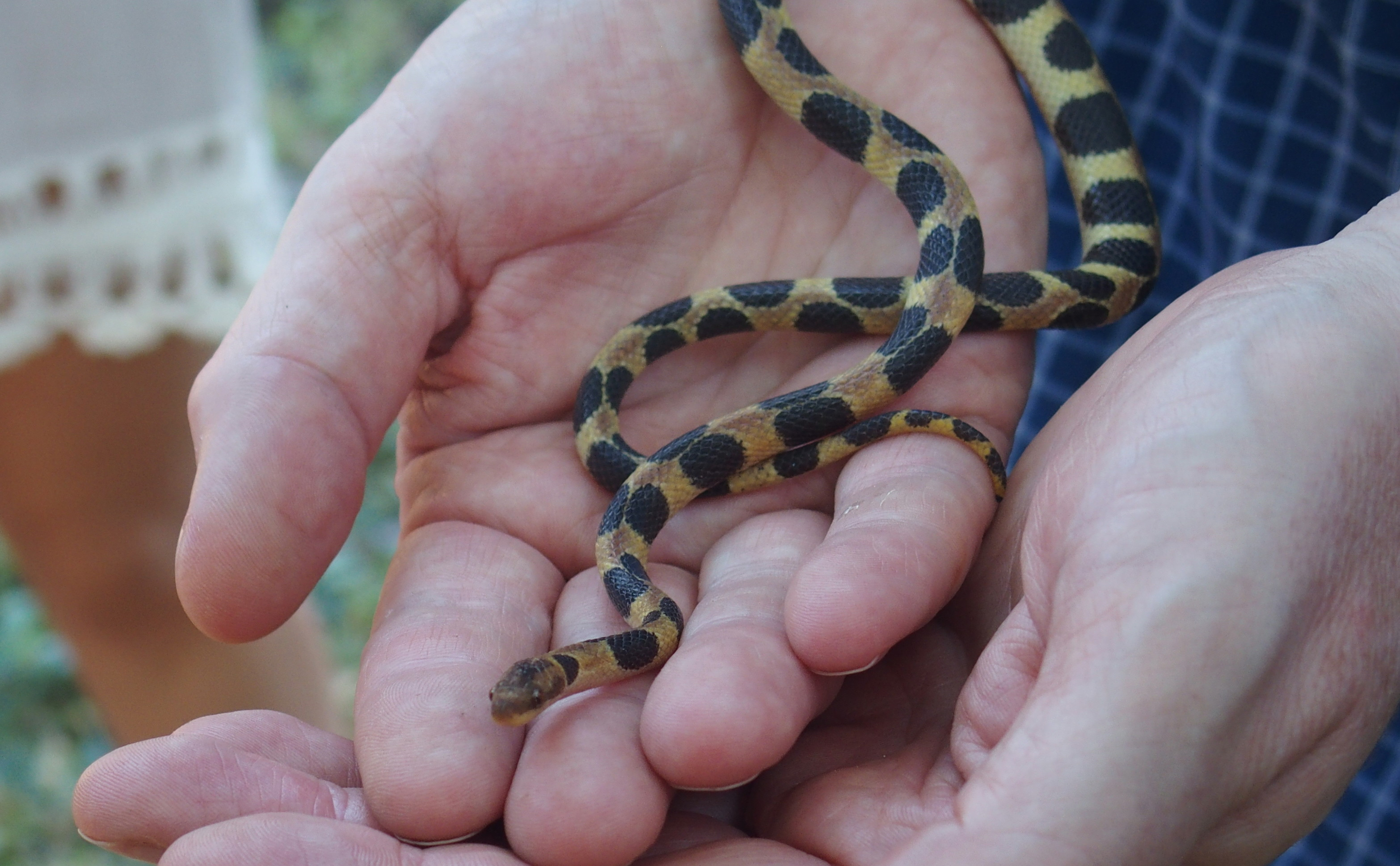
Tropidophis semicinctus

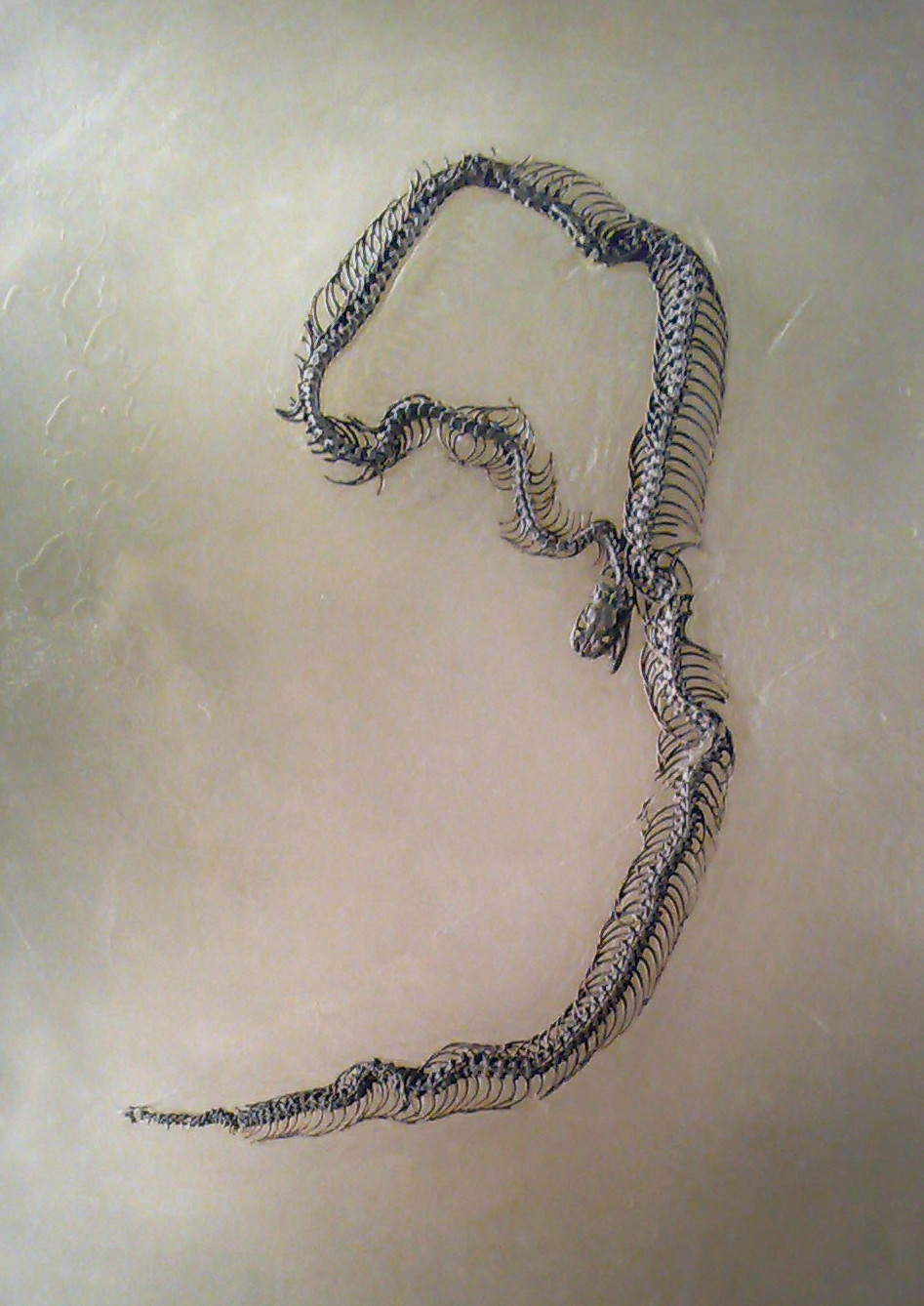
Die ausgestorbene Erdboa Messelophis ermannorum aus der Grube Messel.

Es gibt zwei Gattungen mit 34 Arten:
- Gattung Trachyboa Peters, 1860
  - Rauschuppenboa (Trachyboa boulengeri (Peracca, 1910))
  - Trachyboa gularis Peters, 1860
- Gattung Tropidophis Bibron in de la Sagra, 1840
  - Tropidophis battersbyi Laurent, 1949
  - Tropidophis bucculentus (Cope, 1868)
  - Tropidophis canus (Cope, 1868)
  - Tropidophis caymanensis Battersby, 1938
  - Tropidophis celiae Hedges, Estrada & Díaz, 1999
  - Tropidophis curtus (Garman, 1887)
  - Tropidophis feicki Schwartz, 1957
  - Tropidophis fuscus Hedges & Garrido, 1992
  - Tropidophis galacelidus Schwartz & Garrido, 1975
  - Tropidophis grapiuna Curcio, Sales Nunes, Suzart Argolo, Skuk & Rodrigues, 2012
  - Tropidophis greenwayi Barbour & Shreve, 1936
  - Tropidophis haetianus (Cope, 1879)
  - Tropidophis hardyi Schwartz & Garrido, 1975
  - Tropidophis hendersoni Hedges & Garrido, 2002
  - Tropidophis jamaicensis Stull, 1928
  - Tropidophis maculatus (Bibron, 1840)
  - Kubanische Zwergboa (Tropidophis melanurus (Schlegel, 1837))
  - Tropidophis morenoi Hedges, Garrido & Díaz, 2001
  - Tropidophis nigriventris Bailey, 1937
  - Tropidophis pardalis (Gundlach, 1840)
  - Tropidophis parkeri Grant, 1941
  - Tropidophis paucisquamis (Müller, 1901)
  - Tropidophis pilsbryi Bailey, 1937
  - Tropidophis preciosus Curcio, Sales Nunes, Suzart Argolo, Skuk & Rodrigues, 2012
  - Tropidophis schwartzi Thomas, 1963
  - Tropidophis semicinctus (Gundlach & Peters, 1864)
  - Tropidophis spiritus Hedges & Garrido, 1999
  - Tropidophis stejnegeri Grant, 1940
  - Tropidophis stullae Grant, 1940
  - Tropidophis taczanowskyi (Steindachner, 1880)
  - Tropidophis wrighti Stull, 1928
  - Tropidophis xanthogaster Domínguez, Moreno & Hedges, 2006

Neben den rezenten Arten sind auch einige ausgestorbene aus Europa, Nord- und Südamerika bekannt, darunter Messelophis aus der Grube Messel.